# Nepomorpha
Nepomorpha là một thứ bộ côn trùng trong bộ Cánh nửa (Hemiptera). Chúng là loài bọ "điển hình" của phân bộ Heteroptera. Do thói quen sống thủy sinh của chúng, những con vật này được gọi là bọ nước thực sự. Chúng có trên khắp thế giới bên ngoài các vùng cực, với khoảng 2.000 loài. 
Hầu hết các loài trong nhóm Nepomorpha sống trong môi trường nước ngọt. Các trường hợp ngoại lệ là các thành viên của liên họ Ochteroidea, được tìm thấy dọc theo mép nước. 

## Phân loại
Liên họ Aphelocheiroidea Fieber, 1851
- Aphelocheiridae Fieber, 1851
- Potamocoridae Usinger, 1941

Liên họ Corixoidea Leach, 1815
- Corixidae Leach, 1815

Liên họ Naucoroidea Leach, 1815
- Naucoridae Leach, 1815
  - Canteronecta Mazzoni, 1985

Liên họ Nepoidea Latreille, 1802
- Belostomatidae Leach, 1815
- Nepidae Latreille, 1802

Liên họ Notonectoidea Latreille, 1802
- Notonectidae Latreille, 1802

Liên họ Ochteroidea Kirkaldy, 1906
- Ochteridae Kirkaldy, 1906
- Gelastocoridae Kirkaldy, 1897

Liên họ Pleoidea Fieber, 1851
- Pleidae Fieber, 1851
- Helotrephidae Esaki & China, 1927